# لوئیجی اوسویناچ

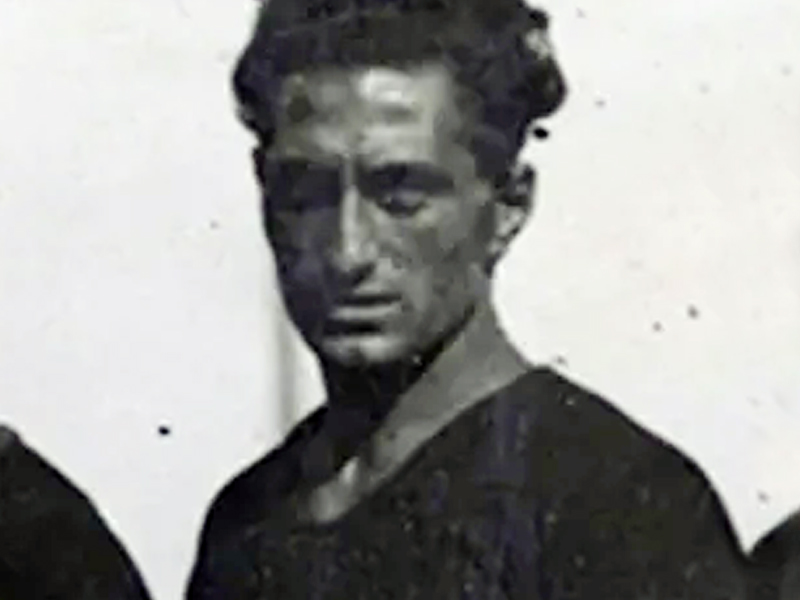
لوئیجی اوسویناچ در سال ۱۹۲۰

لوئیجی اوسویناچ (انگلیسی: Luigi Ossoinach; ۲۴ فوریهٔ ۱۸۹۹ – ۴ مهٔ ۱۹۹۰) بازیکن فوتبال اهل ایتالیا بود.
از باشگاه‌هایی که در آن بازی کرده‌است می‌توان به باشگاه فوتبال رییکا، باشگاه فوتبال آ.اس. رم، و باشگاه فوتبال کالیاری اشاره کرد.